# Rivière Savane
Rivière Savane är ett vattendrag i Kanada.   Det ligger i provinsen Québec, i den östra delen av landet, 700 km nordost om huvudstaden Ottawa.
I omgivningarna runt Rivière Savane växer i huvudsak barrskog. Trakten runt Rivière Savane är nära nog obefolkad, med mindre än två invånare per kvadratkilometer.